# Xender
Xender, é um aplicativo de software com capacidade de compartilhando imagens, aplicativos, vídeos ou qualquer meio de comunicação, conectando por dois ou mais dispositivos. Foi fundado por "Xender Team" (conhecido originalmente como Anmobi.inc), disponível em quatro sistemas operacionais (Android , iOS , Windows Phone , Tizen) e em 22 idiomas. O aplicativo avia sido lançado na China com o nome Shan Chuan, ficando conhecido em 2012 como "Transferidor de Flash". Em 2013, o aplicativo suportou mais de 20 idiomas; por este motivo foi dado o nome de Xender.

## Serviços
Xender oferece aos usuarios, vários recursos que dentre os quais são: enviar ou armazenando arquivos de dados como, contactos, mensagens de texto, imagens, vídeos, músicas, aplicativos, etc.

## Conectação por PC
Ao fazendo a conexão por PC, o usuário tem de acessar em quase todos os dados, incluindo fotos (imagens), vídeos, música, contatos, aplicativos, documentos e SMS. Também, o usuário possui a permissão de baixar e carregar dados do computador sem precisar de uma rede ligada. Para fazer a conexão de um smartphone para o PC, o usuário deve visitar o site web.xender.com e digitalizar o código QR presente no computador

## Métodos de transferência
Sende, permite aos usuários selecionarem arquivos e fazendo a agitação do celular, so desta forma o arquivo selecionado será transferido para o dispositivo conectado.
Receive, permite aos usuários transferirem arquivos em mais de dois dispositivos, enquanto o dispositivo estiver conectado ao celular do remetente, não importa qual plataforma ele esteja, o aplicativo suporta no total cinco dispositivos conectado ao mesmo tempo.O Xender é um dos melhores aplicativos de compartilhamento de arquivos da plataforma cruzada disponíveis no mercado agora.